# Imotz
Imotz (spanisch Imoz) ist eine aus zahlreichen Dörfern und Weilern bestehende Gemeinde (Municipio) mit 412 Einwohnern (Stand: 2024) im baskischsprachigen Norden von Navarra in Spanien. Die Gemeinde besteht aus den Ortschaften Echalecu (Etxaleku), Eraso, Goldáraz, Latasa, Músquiz, Oscoz, Urriza und Zarranz. Der Verwaltungssitz befindet sich in Echalecu.

## Lage
Imotz liegt etwa 45 Kilometer südlich von Donostia-San Sebastián und etwa 40 Kilometer nordwestlich von Pamplona in einer durchschnittlichen Höhe von 595 m. Durch die Gemeinde führt die Autovía A-15.

## Kultur und Sehenswürdigkeiten
- Stefanskirche von Etchalecu
- Michaeliskirche in Zarrantz
- Pelagiuskapelle in Oskotz
- Peterskapelle in Etchalecu

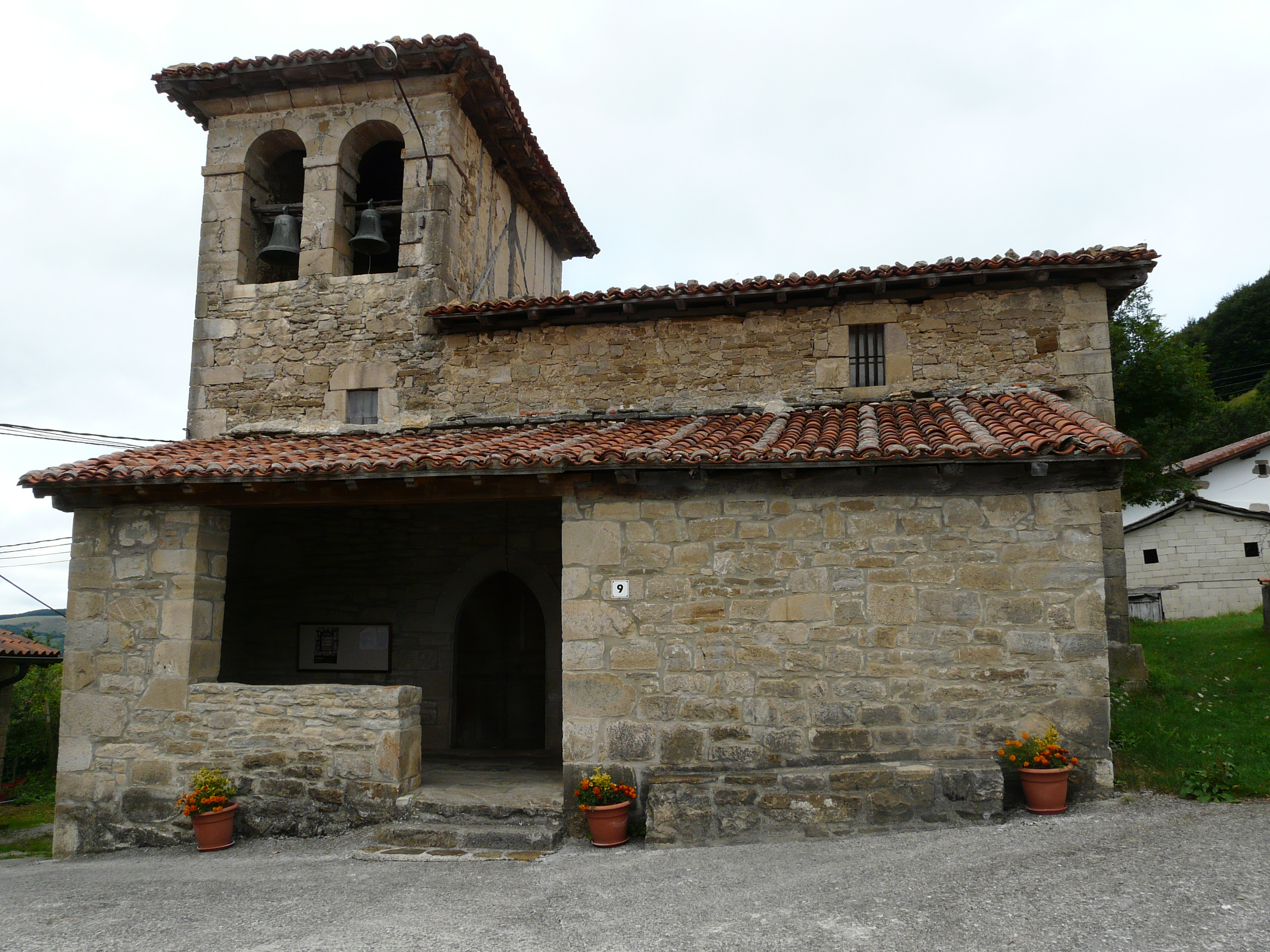
Michaeliskirche
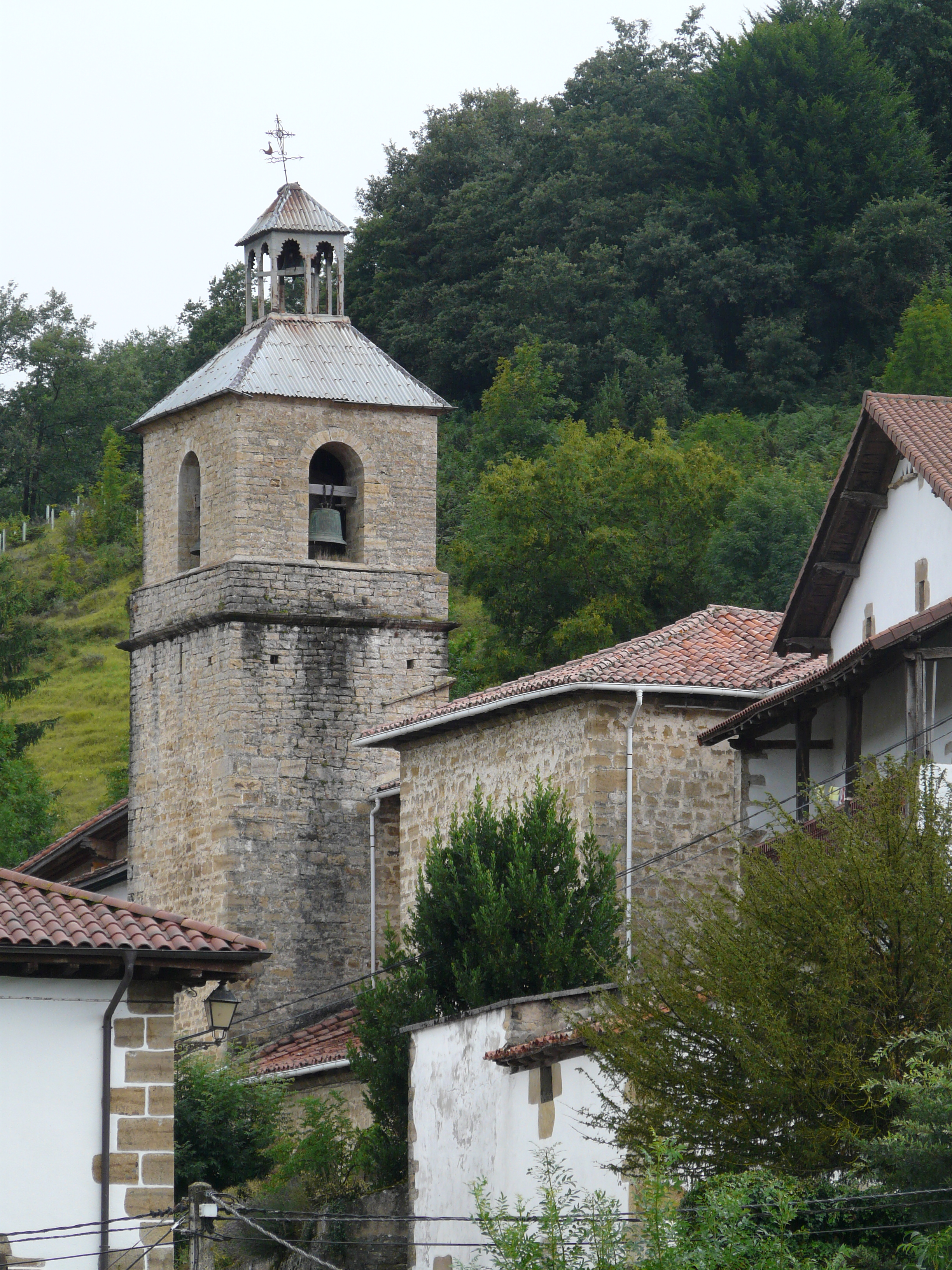
Stefanskirche
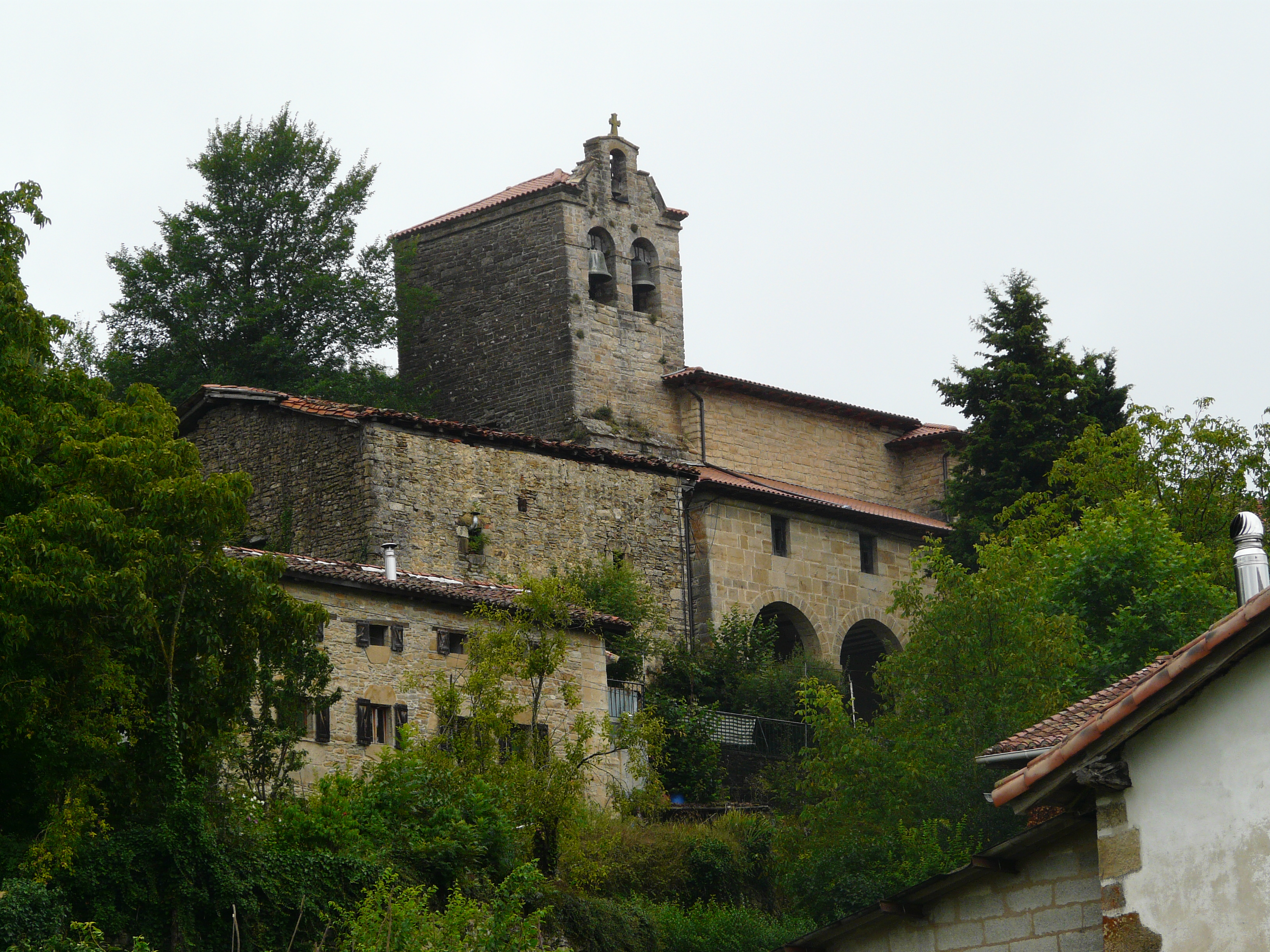
Pelagiuskapelle
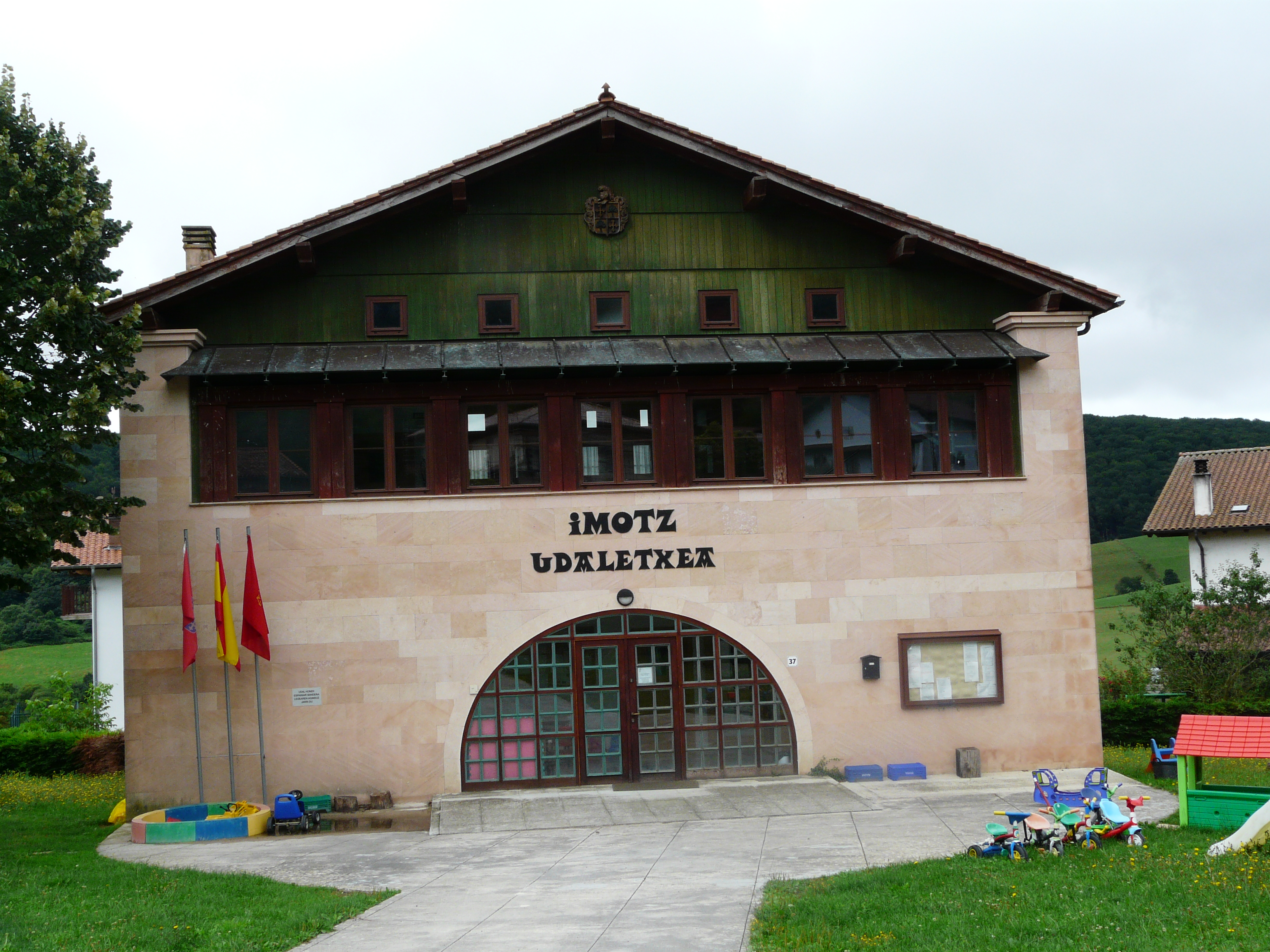
Rathaus